# 花式
花式（英語：floral formula）是一套表示花卉结构的记号，使用数字、字母和各种符号以简明的形式表达花各部分的组成、数目等特征信息。花程式可以用来描述特定物种或更高等级分类单元中花的结构。花程式是19世纪时发展起来的描述花卉结构的两种方式之一（另一种是花图式）。不同作者、不同时代书写花程式时采用的具体格式有所不同，但它们往往传达相同的信息。

## 历史
花程式起源于19世纪初。最早使用花程式的作者包括卡塞尔（Cassel，1820年）与马蒂乌斯（Martius，1828年）。卡塞尔发明了使用整数列表来表达花各轮数目的方法。格里泽巴（Grisebach，1854年）则在他的教科书中采用了四个整数的序列来描述花四轮结构的特征，并用逗号分隔不同器官的数目，同时能够显示联合情况。萨克斯（Sachs，1873年）则将它们与花图式一起使用。

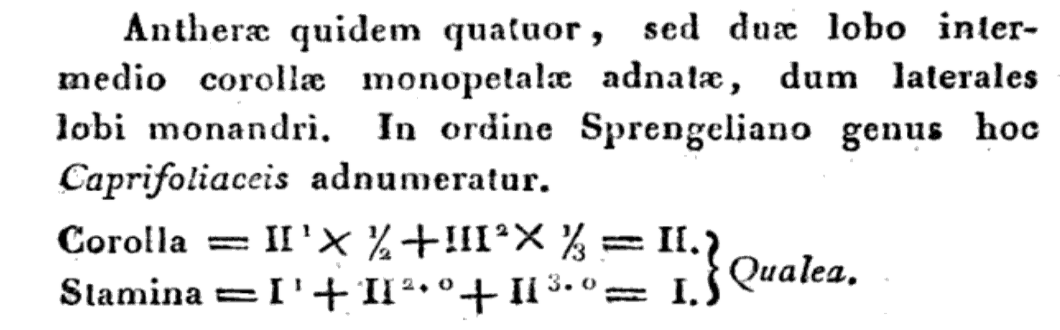
卡塞尔花程式

尽管奥古斯特·威廉·艾希勒在其著作《花图式》（Blüthendiagramme）中广泛使用了花图式，他同时也少量使用了花程式来描述单花科。扎特勒（Sattler）在《花的器官发生》（Organogenesis of Flowers ，1973年）一书采用花程式和花图式描述了50种植物的个体发生。包含花程式的较新书籍则包括贾德（Judd，2002年）、辛普森（Simpson，2010年）著《植物系统学》（Plant Systematics）。普伦纳（Prenner）等人推广了原有的模型以扩大花程式的描述能力，并认为花程式应该包含在正式的分类描述中。朗斯·德·克雷恩（Ronse De Craene）在其《花图式》（Floral Diagrams）一书中部分利用了他们书写花程式的方法。

## 花程式中包含的信息

### 器官数目和联合情况
花程式可以表示不同花器官的数目，这些根据器官类型的不同以不同的字母或缩写开头。它们的书写顺序与花各部从外到内的顺序相对应：
| 苞片 | 小苞片 | 花被片（萼片和花瓣） | 花被片（萼片和花瓣） | 雄蕊 | 心皮 | 胚珠   |
| ---- | ------ | -------------------- | -------------------- | ---- | ---- | ------ |
| B    | Bt     | P 或 CaCo            | P 或 CaCo            | A    | G    | V 或 O |
| B    | Bt     | K 或 Ca              | C 或 Co              | A    | G    | V 或 O |

暗色背景所示的是不太常见的标记。普伦纳等人采用“V”表示每个雌花器中的胚珠数，之后跟着描述胎座类型的小写字母。另外他们使用字母“k”表示副萼。
数字位于在字母标签之后，可以使用下标或上标表示。如果缺少某一器官，可以将数目记为“0”或直接省略，而数目很多（通常超过10-12）时可以记为“∞”。如果某一器官不止一轮，可以使用“+”隔开各轮数目。一轮之内的器官计数可以用“:”分隔（例如当一轮的不同部分有不同形态时）。如果数目非定数时（例如使用花程式总结一个分类单元时），则可以给出一个范围。
- K 3+3 – 花萼有6片离生萼片，排列成2轮，每轮3片
- A∞ - 雄蕊多数
- P3-12 – 花被有3到12瓣花被片

如果器官可分为多组，可以使用上标表示每组中的数目。
A5² – 5组，每组2个雄蕊
花程式还可以表达器官联合情况。同一器官的联合可以将数字括在一个圆圈中来表示，不同器官的联合则可以通过符号⁀来表示。贾德等采用的便是这种方式。但普伦纳等认为该方法不易于排版。:242他们提出，同一器官的联合可以在圆括号“”内加上数字，而不同器官之间的联合可以通过方括号“[]”、大括号“{}”来实现。
- A(5) – 雄蕊5枚合生
- [C(5) A5] – 花冠合生、5裂，花冠与雄蕊合生

普伦纳等人建议使用上标零表示缺失的器官、上标“r”表示退化的器官。 朗斯·德·克雷恩则使用度数符号来表示退化雄蕊或退化雌蕊。
- A3:2 r +5 0 – （普伦纳）雄蕊2轮，外轮有雄蕊3枚、退化雄蕊2枚，内轮缺失
- A1+2° – （朗斯·德·克雷恩） 雄蕊2轮，外轮有雄蕊1枚，内轮有退化雄蕊2枚

在字母“G”上加上不同标记可以表示子房位置。辛普森则采用文字来表达子房位置以避免复杂的格式。
|                                                                   | 子房上位     | 子房下位     | 子房半下位        |
| ----------------------------------------------------------------- | ------------ | ------------ | ----------------- |
| 普伦纳（Prenner et al.）:243 朗斯·德·克雷恩（Ronse De Craene）:39 | G            | Ĝ, Ğ         | -G-               |
| 萨特勒（Sattler）:xviii                                           | G            | G            | G                 |
| 辛普森（Simpson）                                                 | G…，superior | G…，inferior | G…，half-inferior |

### 对称性
花程式也可以描述花的对称情况。当描述整朵花的对称性时，相应的符号通常放在花程式的开头。如果需要针对不同器官单独列出对称性时，相应的符号则会放在字母或数字之后。有时也可能会不列出不同器官的对称性。花程式中的对称性由以下符号表示：
|                                       | 多面对称（辐射对称） | 两面对称 | 单面对称（两侧对称）          | 不对称 | 螺旋状排列 |
| ------------------------------------- | -------------------- | -------- | ----------------------------- | ------ | ---------- |
| 普伦纳 （Prenner et al.）:242         | *                    | ┼        | ↓、→ 或 Ø，取决于对称平面方向 | ∂      | 未提及     |
| 朗斯·德·克雷恩 （Ronse De Craene）:39 | ✶                    | ↔        | ↓，箭头方向取决于对称平面方向 | ↯      | ↺          |
| 萨特勒 （Sattler）:xviii              | ✳                    | +        | ∙\|∙                          | ↯      | 未提及     |
| 贾德 （Judd et al.）:66               | *                    | 未提及   | X                             | $      | 未提及     |
| 苏布拉马尼亚姆 （Subrahmanyam）       | ⊕                    | 未提及   | % 中平面，÷ 侧平面            | 未提及 | 未提及     |
| 罗西帕尔 （Rosypal）                  | ✳                    | ⤧        | ↓                             | ↯      |            |

### 性别
两性花可以使用 ☿ 或表示，♂ 、♀则可以分别表示单性雄花与单性雌花。性别符号通常放在花程式的开头，可以放在对称符号之前或之后。普伦纳建议仅使用相应的符号（♀ 和♂）表示单性花。 朗斯·德·克雷恩则采用了文字“pistillate”（雌花）或“staminate”（雄花）而非符号表示性别。
花程式也可以包含果实类型，贾德将其放在花程式的最后。

## 示例
↯ K3 [C3 A1°–3°+½:2°] Ğ(3):39 – 美人蕉（Canna indica）花程式：不对称；花萼有3片离生萼片；花冠有3片离生花瓣，与雄蕊合生；雄蕊2轮，外轮有1-3枚退化雄蕊，内轮有1/2雄蕊和2枚退化雄蕊； 雌蕊由3心皮组成，合生，子房下位
B Bt C K3:(2) C ↓ C3:2 r ↓ A(3):2 r ↓+4 r :1 0 G 1↓ Vm8–10:246 – 酸豆（Tamarindus indica）花程式：苞片，小苞片呈花瓣状；花萼单面对称，由3片萼片和2片花瓣状萼片组成；花冠单面对称，由3片花瓣和2片退化花瓣组成；雄蕊2轮，外轮单面对称，由3枚合生雄蕊和2枚退化雄蕊组成，内轮有4枚退化雄蕊和1枚缺失雄蕊；雌蕊单面对称，由1心皮组成，子房上位；边缘胎座，每个雌花器有8-10个胚珠。